# Kejžlice
Kejžlice es una localidad del distrito de Pelhřimov en la región checa de Vysočina. Contaba, a principios de 2018, con una población estimada de 376 habitantes. 
Se encuentra ubicada al oeste de la región, a medio camino entre Praga, al noroeste, y Brno, al sureste, cerca de la orilla del río Sázava —un afluente derecho del río Moldava— y de las regiones de Bohemia Meridional y Bohemia Central.